# Simone Caltabellota
Simone Caltabellota (Roma, 1969) è un editore e scrittore italiano.

## Attività
Ha iniziato la sua carriera letteraria come poeta. Dopo aver collaborato alla redazione della rivista letteraria Nuovi Argomenti, è stato editor e traduttore della casa editrice romana Fazi, diventandone successivamente direttore editoriale. 
Fondatore del marchio editoriale Lain, ha scoperto e pubblicato alcuni noti casi letterari come Melissa Panarello, nota anche come Melissa P., JT Leroy, Stephenie Meyer.
Ha curato opere di numerosi scrittori tra cui Manlio Cancogni, John Fante, Charles Bukowski e Nikki Sudden.
Suoi testi sono apparsi su varie riviste, tra cui Nuovi Argomenti, Il Maltese e Darsena. 
È coautore dell'antologia di poesia italiana contemporanea Ci sono fiori che fioriscono al buio (Frassinelli, 1997). 
Ha esordito invece in narrativa pubblicando Il giardino elettrico (Bompiani, 2010) che ha ricevuto il premio speciale del concorso letterario europeo Alberico Sala e da cui è stato tratto un reading teatrale. Il suo ultimo romanzo, uscito nel giugno 2013, è "Sa Reina" (Ponte alle Grazie).
Nel 2015 ha pubblicato Un amore degli anni Venti: racconto-saggio incentrato sul complesso rapporto d'amore tra Sibilla Aleramo con Giulio Parise e con Julius Evola, negli anni della loro esperienza iniziatica passata alla storia con il nome di Gruppo di Ur.
Appassionato di musica, ha fondato l'etichetta musicale Sleeping Star. Nell'autunno 2015, assieme agli scrittori Flavia Piccinni e Gianni Miraglia, ha fondato le Edizioni di Atlantide.

## Opere

### Romanzi
- Il giardino elettrico, Bompiani, 2010
- Sa reina, Ponte alle Grazie, 2013
- Un amore degli anni Venti. Storia erotica e magica di Sibilla Aleramo e Giulio Parise, Ponte alle Grazie, 2015

### Poesia
- Ci sono fiori che fioriscono al buio, Frassinelli, 1997 (con Francesco Peloso e Stefano Petrocchi)

Altri Scritti:
Note parallele: vite di Brian Wilson e di Epic Soundtracks. Roma, Nutrimenti, 2013.
Giorgio Vigolo - Roma Fantastica  - a cura di Magda Vigilante, con un saggio di Simone Caltabellota.  Milano, Bompiani, 2013.